# Saturn-Award-Verleihung 2004
Die 30. Saturn-Award-Verleihung fand am 5. Mai 2004 statt. Erfolgreichste Produktion mit acht Auszeichnungen wurde Der Herr der Ringe: Die Rückkehr des Königs.

## Nominierungen und Gewinner

### Film
| Kategorie                               | Preisträger                                            | Film                                        | Nominierungen |
| --------------------------------------- | ------------------------------------------------------ | ------------------------------------------- | --- |
| Bester Science-Fiction-Film             |                                                        | X-Men 2                                     | Hulk Lara Croft: Tomb Raider – Die Wiege des Lebens Matrix Revolutions Paycheck – Die Abrechnung Terminator 3 – Rebellion der Maschinen |
| Bester Horrorfilm                       |                                                        | 28 Days Later                               | Cabin Fever Final Destination 2 Freddy vs. Jason Jeepers Creepers 2 Michael Bay’s Texas Chainsaw Massacre Underworld |
| Bester Fantasyfilm                      |                                                        | Der Herr der Ringe: Die Rückkehr des Königs | Big Fish Freaky Friday – Ein voll verrückter Freitag Die Liga der außergewöhnlichen Gentlemen Peter Pan Fluch der Karibik |
| Bester Action-/Adventure-/Thriller-Film |                                                        | Kill Bill – Volume 1                        | Unterwegs nach Cold Mountain Identität The Italian Job – Jagd auf Millionen Last Samurai The Missing |
| Bester Animationsfilm                   |                                                        | Findet Nemo                                 | Bärenbrüder Looney Tunes: Back in Action Sinbad – Der Herr der sieben Meere |
| Beste Regie                             | Peter Jackson                                          | Der Herr der Ringe: Die Rückkehr des Königs | Danny Boyle für 28 Days Later Quentin Tarantino für Kill Bill – Volume 1 Edward Zwick für Last Samurai Gore Verbinski für Fluch der Karibik Bryan Singer für X-Men 2 |
| Bestes Drehbuch                         | Fran Walsh Philippa Boyens Peter Jackson               | Der Herr der Ringe: Die Rückkehr des Königs | Alex Garland für 28 Days Later Andrew Stanton, Bob Peterson & David Reynolds für Findet Nemo Heather Hach & Leslie Dixon für Freaky Friday – Ein voll verrückter Freitag Quentin Tarantino für Kill Bill – Volume 1 Dan Harris & Michael Dougherty für X-Men 2 |
| Beste Spezialeffekte                    | Jim Rygiel Joe Letteri Randall William Cook Alex Funke | Der Herr der Ringe: Die Rückkehr des Königs | Dennis Muren, Edward Hirsh, Colin Brady & Michael Lantieri für Hulk John Gaeta, Kim Libreri, George Murphy & Craig Hayes für Matrix Revolutions John Knoll, Hal T. Hickel, Terry D. Frazee, Charles Gibson & Fluch der Karibik Pablo Helman, Danny Gordon Taylor, Allen Hall & John Rosengrant für Terminator 3 – Rebellion der Maschinen Michael L. Fink, Richard E. Hollander, Stephen Rosenbaum & Mike Vézina für X-Men 2 |
| Beste Musik                             | Howard Shore                                           | Der Herr der Ringe: Die Rückkehr des Königs | Thomas Newman für Findet Nemo Danny Elfman für Hulk Jerry Goldsmith für Looney Tunes: Back in Action Klaus Badelt für Fluch der Karibik John Ottman für X-Men 2 |
| Bestes Kostüm                           | Penny Rose                                             | Fluch der Karibik                           | Jacqueline West für Die Liga der außergewöhnlichen Gentlemen Ngila Dickson & Richard Taylor für Der Herr der Ringe: Die Rückkehr des Königs Kym Barrett für Matrix Revolutions Janet Patterson für Peter Pan Louise Mingenbach für X-Men 2 |
| Bestes Make-Up                          | Richard Taylor Peter Swords King                       | Der Herr der Ringe: Die Rückkehr des Königs | Rick Baker, Bill Corso & Robin L. Neal für Die Geistervilla Ve Neill & Martin Samuel für Fluch der Karibik Jeff Dawn & John Rosengrant für Terminator 3 – Rebellion der Maschinen Trefor Proud & Balázs Novák für Underworld Gordon J. Smith für X-Men 2 |
| Bester Hauptdarsteller                  | Elijah Wood                                            | Der Herr der Ringe: Die Rückkehr des Königs | Albert Finney für Big Fish Tom Cruise für Last Samurai Viggo Mortensen für Der Herr der Ringe: Die Rückkehr des Königs Johnny Depp für Fluch der Karibik Crispin Glover für Willard |
| Beste Hauptdarstellerin                 | Uma Thurman                                            | Kill Bill – Volume 1                        | Jamie Lee Curtis für Freaky Friday – Ein voll verrückter Freitag Jennifer Connelly für Hulk Cate Blanchett für The Missing Jessica Biel für Michael Bay’s Texas Chainsaw Massacre Kate Beckinsale für Underworld |
| Bester Nebendarsteller                  | Sean Astin                                             | Der Herr der Ringe: Die Rückkehr des Königs | Sonny Chiba für Kill Bill – Volume 1 Geoffrey Rush für Fluch der Karibik Ken Watanabe für Last Samurai Ian McKellen für Der Herr der Ringe: Die Rückkehr des Königs Andy Serkis für Der Herr der Ringe: Die Rückkehr des Königs |
| Beste Nebendarstellerin                 | Ellen DeGeneres                                        | Findet Nemo                                 | Lucy Liu für Kill Bill – Volume 1 Peta Wilson für Die Liga der außergewöhnlichen Gentlemen Miranda Otto für Der Herr der Ringe: Die Rückkehr des Königs Keira Knightley für Fluch der Karibik Kristanna Loken für Terminator 3 – Rebellion der Maschinen |
| Bester Nachwuchsschauspieler            | Jeremy Sumpter                                         | Peter Pan                                   | Frankie Muniz für Agent Cody Banks Lindsay Lohan für Freaky Friday – Ein voll verrückter Freitag Sosuke Ikematsu für Last Samurai Jenna Boyd für The Missing Rachel Hurd-Wood für Peter Pan |

### Fernsehen
| Kategorie                             | Preisträger    | Film                                                      | Nominierungen |
| ------------------------------------- | -------------- | --------------------------------------------------------- | --- |
| Beste Fernsehpräsentation             |                | Battlestar Galactica                                      | Children of Dune Dreamkeeper Star Wars: Clone Wars The Diary of Ellen Rimbauer Riverworld |
| Beste Network-Fernsehserie            |                | Angel – Jäger der Finsternis CSI: Den Tätern auf der Spur | Alias – Die Agentin Buffy – Im Bann der Dämonen Star Trek: Enterprise Smallville |
| Beste Syndication-/Kabel-Fernsehserie |                | Stargate – Kommando SG-1                                  | Andromeda Carnivàle Dead Like Me – So gut wie tot Dead Zone Farscape |
| Bester TV-Hauptdarsteller             | David Boreanaz | Angel – Jäger der Finsternis                              | Michael Vartan für Alias – Die Agentin Scott Bakula für Star Trek: Enterprise Tom Welling für Smallville Richard Dean Anderson für Stargate – Kommando SG-1 Michael Shanks für Stargate – Kommando SG-1                    |
| Beste TV-Hauptdarstellerin            | Amber Tamblyn  | Die himmlische Joan                                       | Jennifer Garner für Alias – Die Agentin Sarah Michelle Gellar für Buffy – Im Bann der Dämonen Ellen Muth für Dead Like Me – So gut wie tot Kristin Kreuk für Smallville Eliza Dushku für Tru Calling – Schicksal reloaded! |
| Bester TV-Nebendarsteller             | James Marsters | Angel – Jäger der Finsternis                              | Victor Garber für Alias – Die Agentin Alexis Denisof für Angel – Jäger der Finsternis Nick Stahl für Carnivàle John Glover für Smallville Michael Rosenbaum für Smallville                                                 |
| Beste TV-Nebendarstellerin            | Amy Acker      | Angel – Jäger der Finsternis                              | Charisma Carpenter für Angel – Jäger der Finsternis Katee Sackhoff für Battlestar Galactica Jolene Blalock für Star Trek: Enterprise Victoria Pratt für Mutant X Amanda Tapping für Stargate – Kommando SG-1               |

### Homevideo
| Kategorie                                        | Preisträger | Film | Nominierungen |
| ------------------------------------------------ | ----------- | --- | --- |
| Beste DVD-Veröffentlichung                       |             | Bionicle - Die Maske des Lichts: Der Film | Anatomie 2 Hitcher Returns Interstate 60 May Millennium Actress |
| Beste DVD-Veröffentlichung eines Klassikers      |             | Robin Hood, König der Vagabunden | 20.000 Meilen unter dem Meer Spiel mir das Lied vom Tod Traum ohne Ende Der König der Löwen Truck Driver |
| Beste DVD-Veröffentlichung einer Special-Edition |             | Der Herr der Ringe: Die zwei Türme (für die Special Extended Version)                                                                                           | Black Hawk Down Findet Nemo Harry Potter und die Kammer des Schreckens Identität Fluch der Karibik |
| Beste DVD-Veröffentlichung einer Fernsehserie    |             | Firefly – Der Aufbruch der Serenity (für The Complete Firefly)                                                                                                  | Battlestar Galactica (für Battlestar Galactica Complete Epic Series) Hercules (für Hercules: The Legendary Adventures 1–2) Star Trek: Deep Space Nine (für Staffel 1–7) Taken Kampf gegen die Mafia (für Staffel 1, Teil 1–2) |
| Beste DVD-Kollektion                             |             | Jäger des verlorenen Schatzes Indiana Jones und der Tempel des Todes Indiana Jones und der letzte Kreuzzug (für The Adventures of Indiana Jones DVD Collection) | Mystery Science Theater 3000 (für Mystery Science Theater 3000 Collection 2–4) The Ace Of Hearts, Der Unbekannte, Lach, Clown, lach!, Lon Chaney: A Thousand Faces (für The Lon Chaney Collection) Alien – Das unheimliche Wesen aus einer fremden Welt, Aliens – Die Rückkehr, Alien 3, Alien – Die Wiedergeburt (für Alien Quadrilogy) Jagd auf Roter Oktober, Die Stunde der Patrioten, Das Kartell, Der Anschlag (für The Jack Ryan Special Edition DVD Collection) X-Men, X-Men 2 (für X Men Collection) |

### Ehrenpreise
| Kategorie                                           | Preisträger    | Film                | Nominierungen |
| --------------------------------------------------- | -------------- | ------------------- | --- |
| Cinescape Genre Face of the Future Award (männlich) | Scott Speedman | Underworld          | James Badge Dale für 24 Christopher Gorham für Jake 2.0 (Folge 1x01 The Tech) Jason Ritter für Freddy vs. Jason Clayton Watson für Matrix Reloaded, Matrix Revolutions Shane West für Die Liga der außergewöhnlichen Gentlemen |
| Cinescape Genre Face of the Future Award (weiblich) | Melissa George | Alias – Die Agentin | Reiko Aylesworth für 24 Cerina Vincent für Cabin Fever Gabrielle Union für Born 2 Die, Bad Boys II Chiaki Kuriyama für Kill Bill – Volume 1 Keira Knightley für Fluch der Karibik                                              |
| Filmmaker’s Showcase Award                          | Eli Roth       |                     | |
| Visionary Award                                     | Paul Allen     |                     | |
| George Pal Memorial Award                           | Ridley Scott   |                     | |
| Life Career Award                                   | Blake Edwards  |                     | |
| Lifetime Achievement Award                          | John Williams  |                     | |
| President’s Award                                   | Gale Anne Hurd |                     | |